# Barquereña
Barquereña es una vereda colombiana ubicada en el departamento de Casanare, perteneciente al municipio de San Luis de Palenque. Tiene una extensión de 52,48 km².

## Economía
En la agricultura, a nivel municipal se destaca por el cultivo de arroz. Además, también hay explotación de hidrocarburos, en el pozo petrolero Estación Barquereña, el cual también constituye un sitio turístico al cual se puede acceder con los permisos correspondientes.